# Felipe de Sajonia-Merseburgo-Lauchstädt
Felipe, duque de Sajonia-Merseburgo-Lauchstädt (Merseburgo, 26 de octubre de 1657 - 1 de julio de 1690), fue un príncipe alemán. Era miembro de la Casa de Wettin.
Era el quinto hijo, el tercero de los supervivientes, de Cristián I, duque de Sajonia-Merseburgo y Cristiana de Schleswig-Holstein-Sonderburg-Glücksburg.

## Biografía
Para dar a sus tres hijos menores una tierra propia de la que vivir, el duque Cristián I, antes de su muerte, les asignó a cada uno de ellos sus propios pequeños territorios; sin embargo los poderes eran limitados y seguían siendo dependientes de la principal línea Sajonia-Merseburgo. Felipe recibió en 1684 la ciudad de Lauchstädt y fundó la línea de Sajonia-Merseburgo-Lauchstädt. Se le permitió desarrollar y reconstruir el castillo (que quedó severamente dañado durante la guerra de los Treinta Años) para él y su familia, y más tarde usó la iglesia del castillo como iglesia parroquial de la ciudad (en alemán, Stadtpfarrkirche). En noviembre de 1685 se celebró el primer bautizo en la nave sin terminar. 
Felipe se dedicó por completo a su carrera militar como un oficial en el ejército imperial contra el rey Luis XIV de Francia y resultó muerto en la batalla de Fleurus (1690). Murió sin descendencia masculina que le sobreviviera; justo un mes antes había muerto su segundo hijo y el único que estaba vivo. Posteriormente, Lauchstädt fue absorbido de nuevo por el ducado de Sajonia-Merseburgo.

## Matrimonio y descendencia
En Weimar el 9 de julio de 1684 Felipe se casó primero con Leonor Sofía de Sajonia-Weimar. Tuvieron dos hijos, ninguno de los cuales llegó a la edad adulta:
1. Cristina Ernestina (n. Merseburgo, 16 de septiembre de 1685 - m. Merseburgo, 20 de junio de 1689).
2. Juan Guillermo, príncipe heredero de Sajonia-Merseburgo-Lauchstädt (n. Lauchstädt, 27 de enero de 1687 - m. Merseburgo, 21 de junio de 1687).

En Bernstadt el 17 de agosto de 1688 y 18 meses después de la muerte de su primera esposa, Felipe se casó en segundo lugar con Luisa Isabel de Württemberg-Oels. Tuvieron un hijo:
1. Cristián Luis, príncipe heredero de Sajonia-Merseburgo-Lauchstädt (n. Merseburgo, 21 de julio de 1689 - m. Merseburgo, 6 de junio de 1690).

| Predecesor: Cristián I de Sajonia-Merseburgo | Duque de Sajonia-Merseburgo-Lauchstädt 1684-1690 | Sucesor: Reunificado con el ducado de Sajonia-Merseburgo |